# Điện thoại di động Siemens
Điện thoại di động Siemens là những thiết bị viễn thông được chế tạo bởi Siemens AG.
Vào năm 2005, công ty Đài Loan BenQ đã mua lại các chi nhánh sản xuất-kinh doanh điện thoại từ Siemens và được phép sử dụng thương hiệu này trong vòng 5 năm. Trước thương vụ sáp nhập này, Siemens đã phải chi một số tiền lên tới 250 triệu euro để hỗ trợ cho cho liên doanh mới. Siemens cũng mua lại 2.5% giá trị cổ phiếu từ BenQ với số tiền khoảng 50 triệu euro. Sau đó, BenQ đã đổi tên các sản phẩm điện thoại được chế tạo bởi các công ty Siemens cũ thành BenQ-Siemens. Năm 2006, chi nhánh sản xuất điện thoại tại Đức đã phải phá sản do tình trạng thua lỗ quá nặng

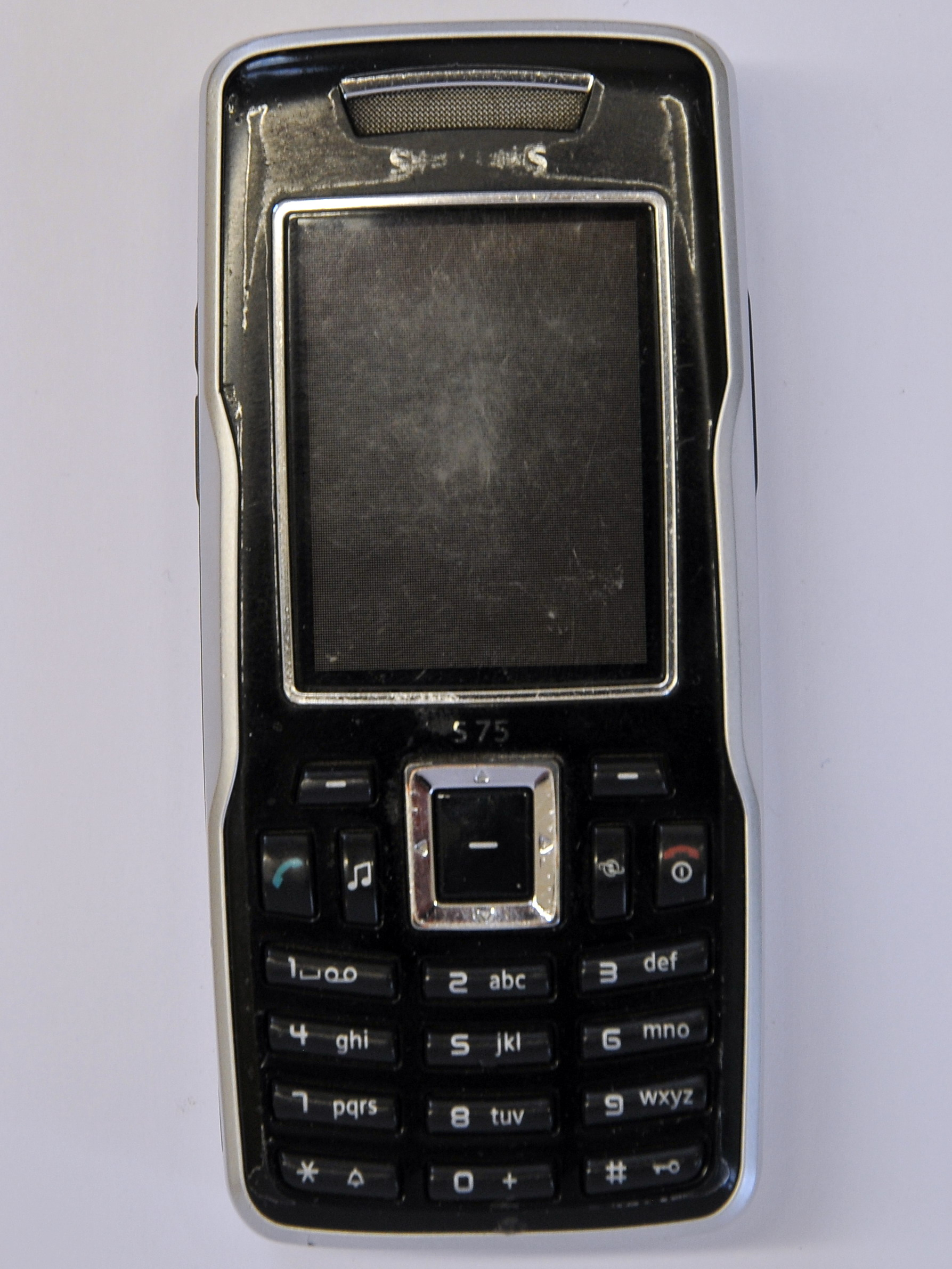
Siemens S75

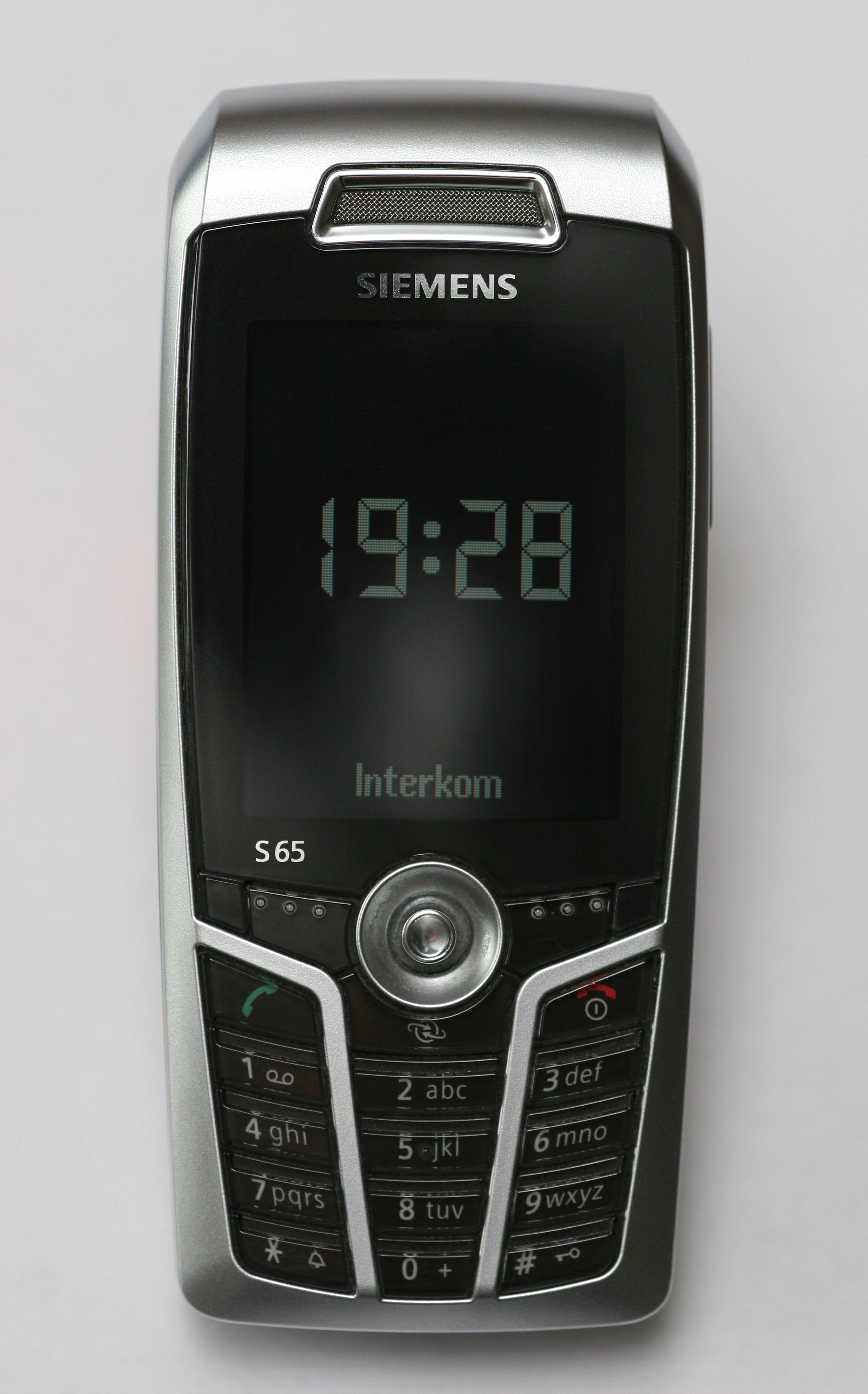
Siemens S65

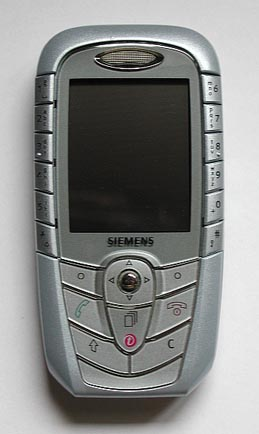
Siemens SX1

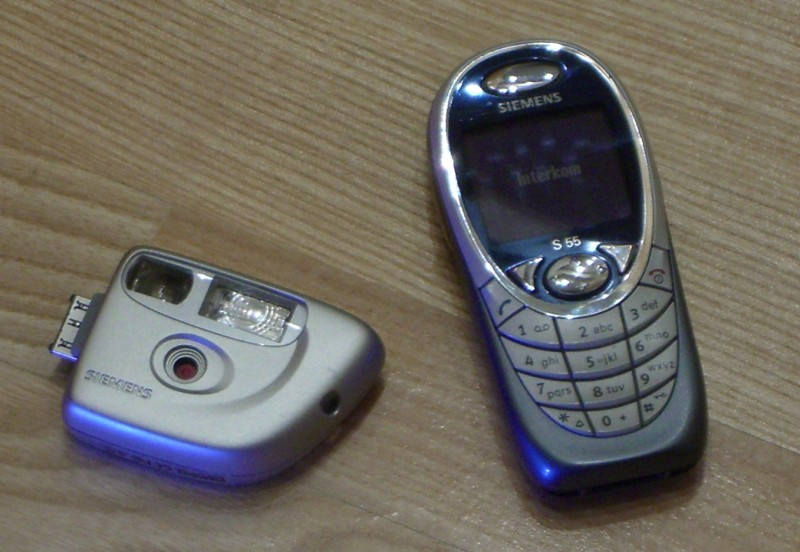
Siemens S55

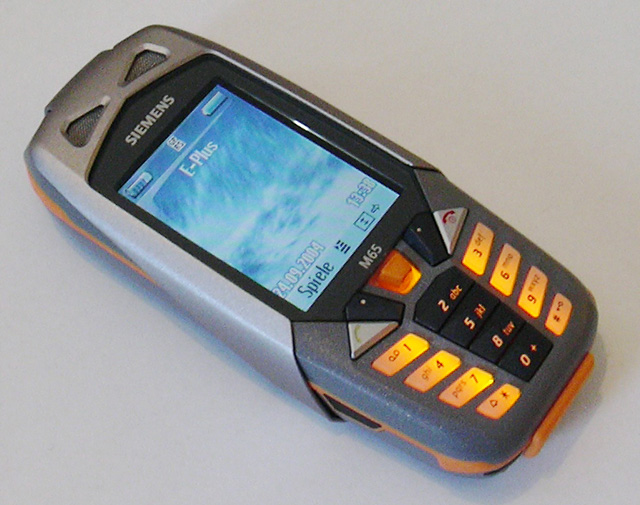
Siemens M65

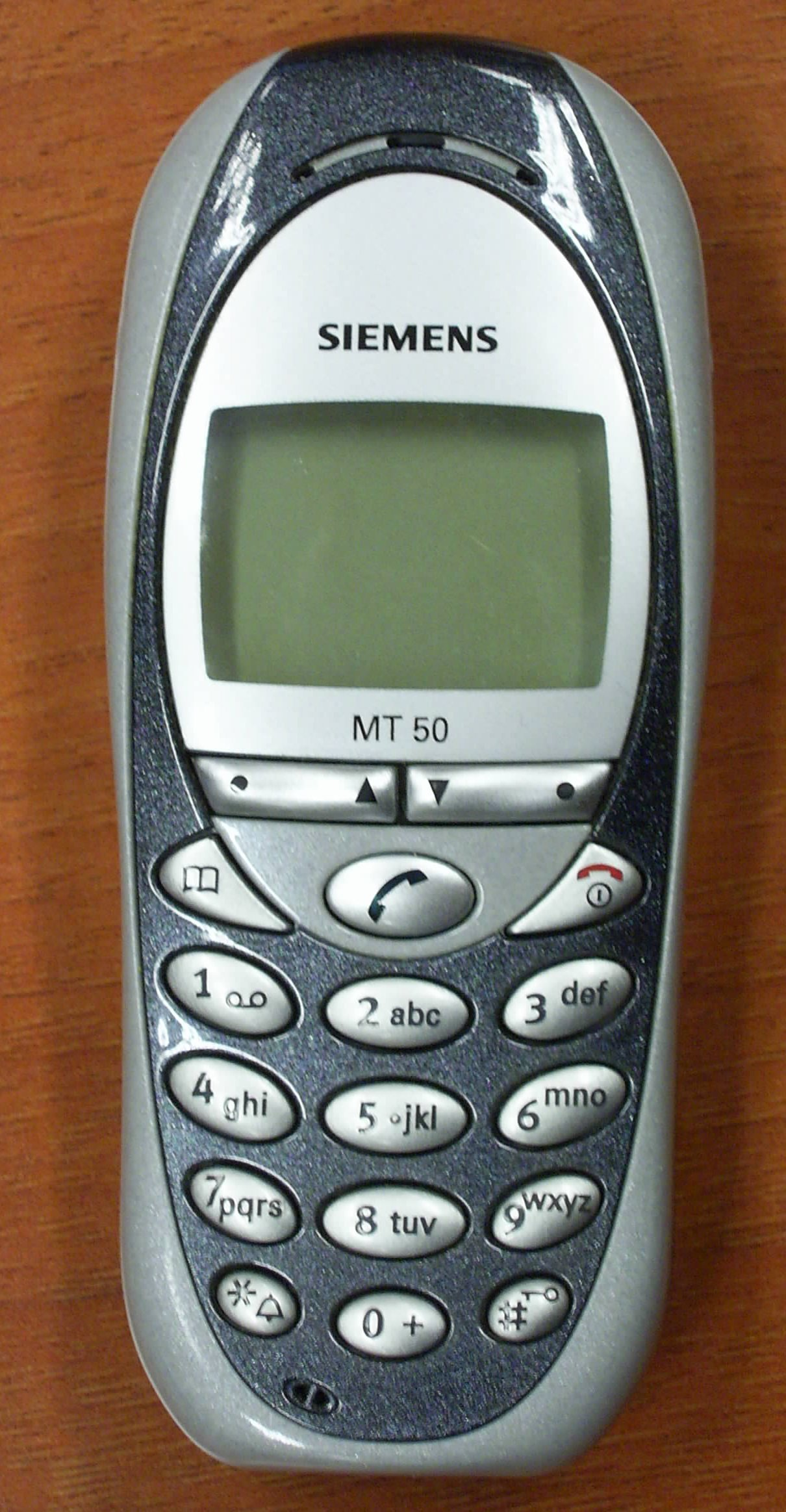
Siemens MT50

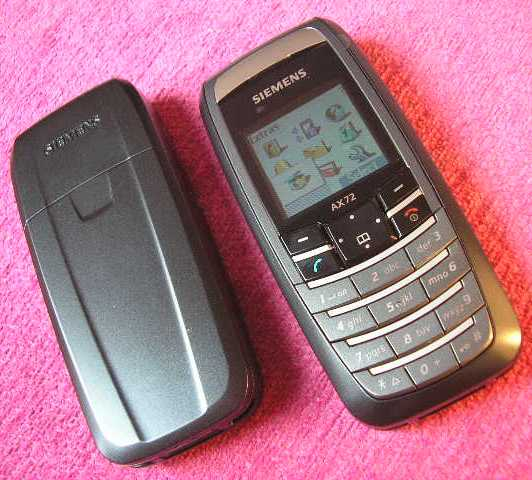
Siemens AX72

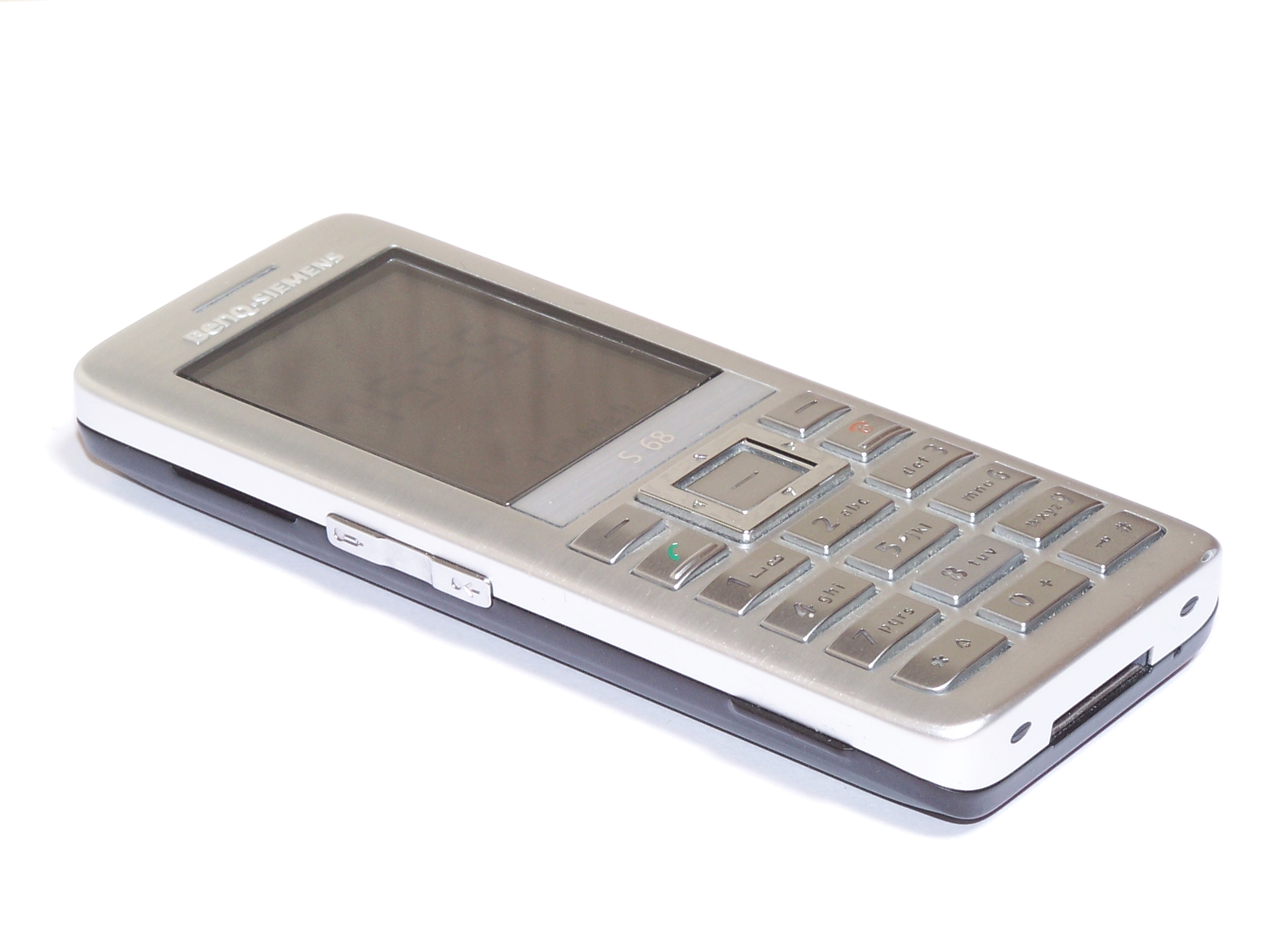
BenQ-Siemens S68

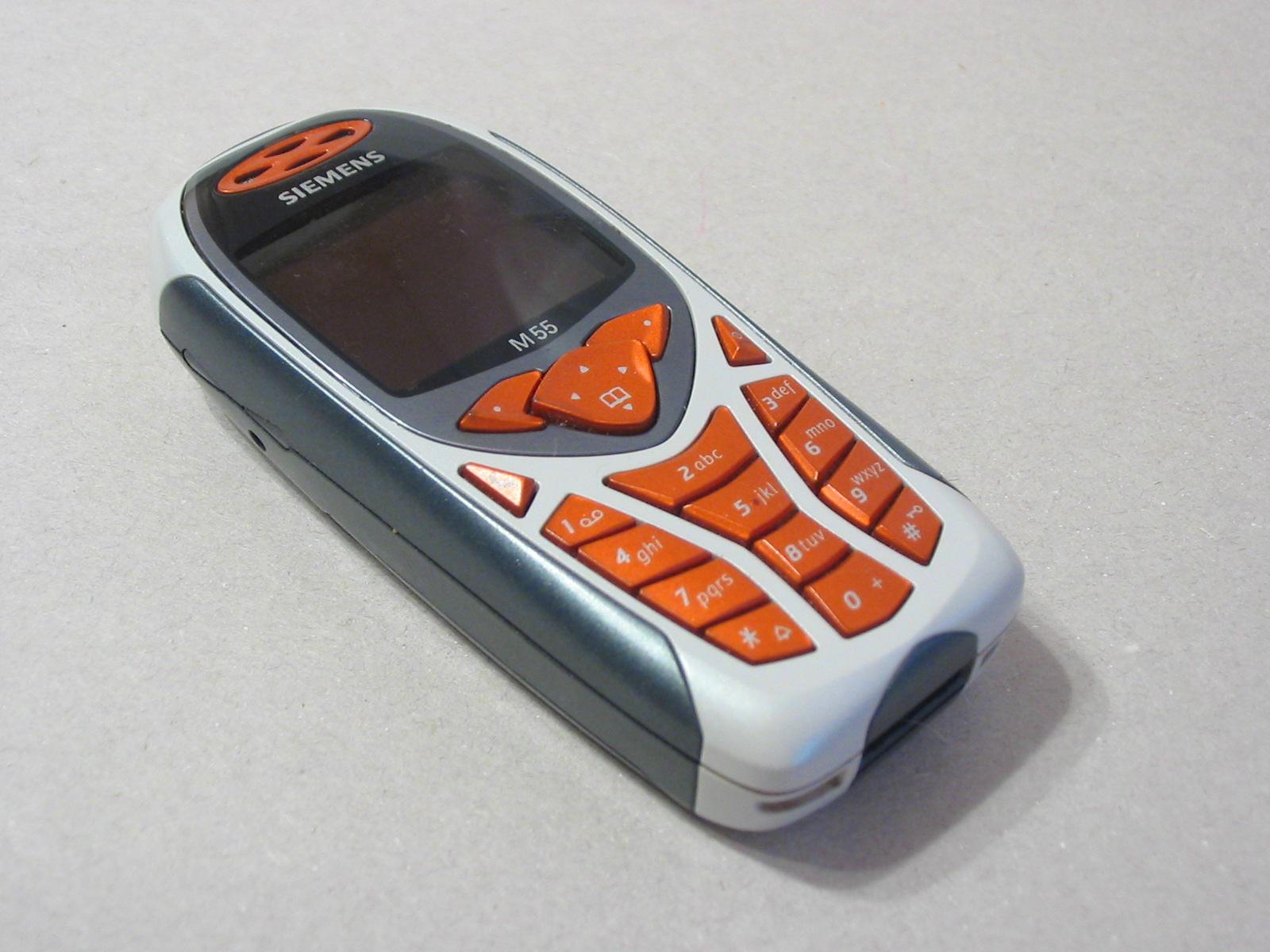
Siemens M55

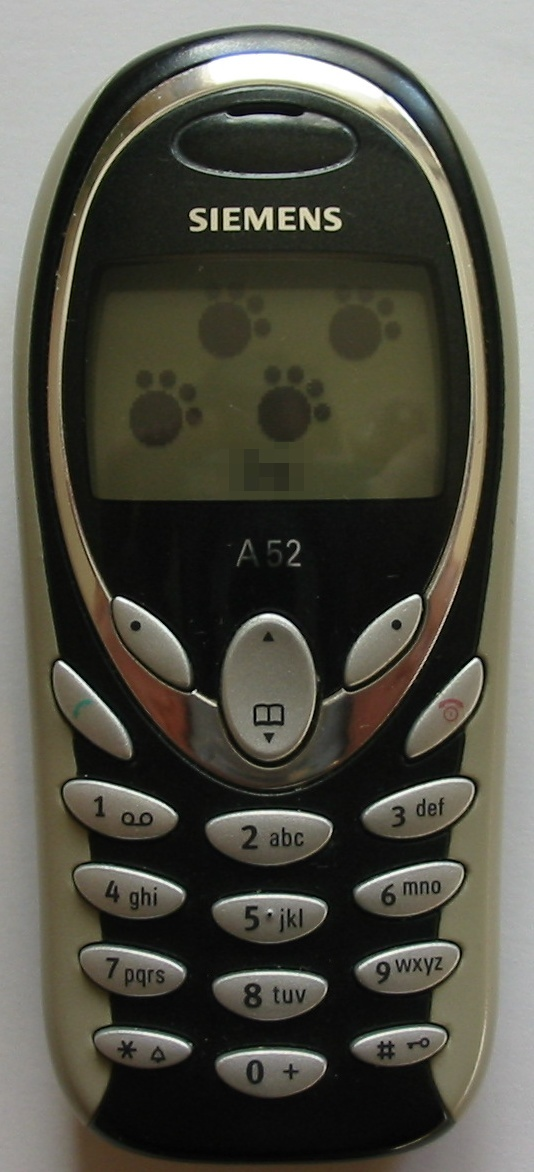
Siemens A52

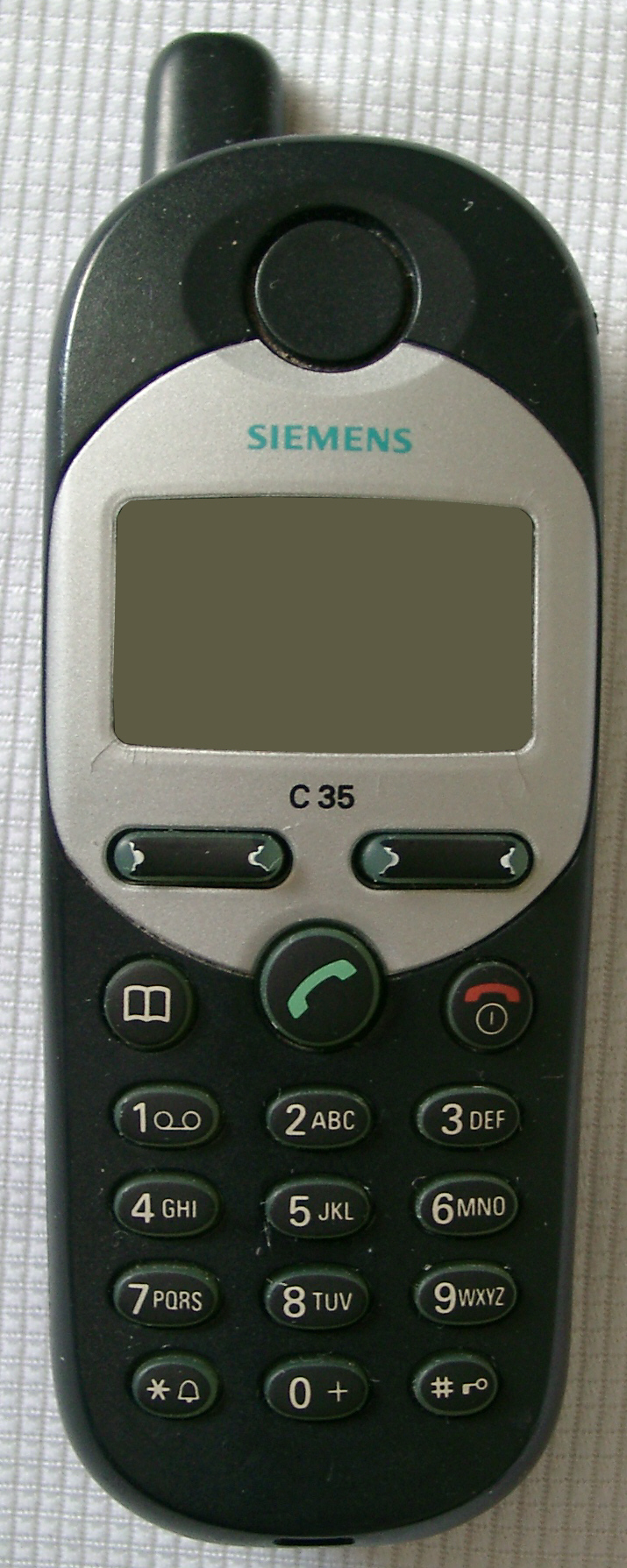
Siemens C35

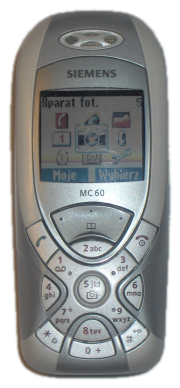
Siemens MC60

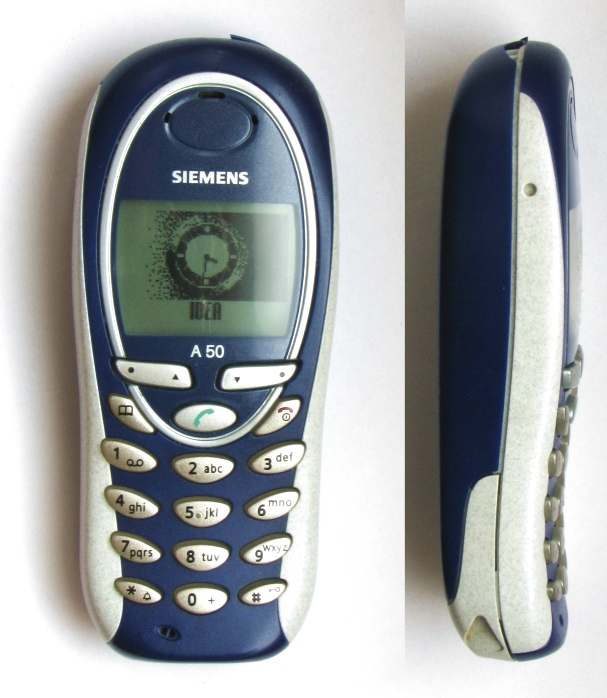
Siemens A50

.

## Các cột mốc quan trọng
- 1985: Chiếc điện thoại đầu tiên được sản xuất mang tên Siemens Mobiltelefon C1.
- 1994: Ra mắt Siemens S1, chiếc điện thoại sử dụng công nghệ GSM đầu tiên.
- 1997: Siemens S10, điện thoại màn hình màu đầu tiên trên thế giới, với 4 màu hiển thị khác nhau (xanh dương, xanh lá cây, đỏ và trắng). Đây còn là chiếc điện thoại "Ngoài trời" đầu tiên với khả năng báo rung, chống bụi và không vào nước.
- 1999: Siemens SL10, điện thoại dáng trượt đầu tiên.
- 2000: Mua lại hãng chế tạo điện thoại Bosch
- 2000: Siemens SL45, chiếc điện thoại đầu tiên có khả năng chơi nhạc MP3 và hỗ trợ khe cắm thẻ nhớ ngoài (MultiMediaCard).
- 2003: Ra mắt Siemens SX1, chiếc điện thoại Siemens đầu tiên sử dụng hệ điều hành cho điện thoại Symbian OS. Đây cũng là sản phẩm có khả năng thay nóng thẻ nhớ MultiMediaCard.
- 2003: Ra mắt Xelibri, chiếc điện thoại đa chức năng và kiểu dáng thời trang.
- 2005: Siemens SXG75, điện thoại Siemens đầu tiên hỗ trợ GPS
- 2005: Công ty BenQ của Đài Loan mua lại Siemens mobile từ Siemens AG.
- 2006: Chiếc điện thoại mang thương hiệu mới BenQ-Siemens lần đầu tiên được ra mắt.
- 2006: Chi nhánh sản xuất điện thoại tại Đức bị phá sản.

## Điện thoại di động Siemens
Hiện nay, những chiếc điện thoại được chế tạo bởi Siemens từ trước thương vụ sáp nhập đã không còn nhận được sự hỗ trợ chính thức nào. Siemens chỉ duy trì sự hỗ trợ chúng trong một thời gian ngắn sau khi những chi nhánh sản xuất điện thoại của hãng này được giao cho BenQ. Tại một số trang hỗ trợ điện thoại Siemens trên Internet, nhiều trang đã bị gỡ bỏ nội dung.
- Siemens A31
- Siemens A35
- Siemens A36
- Siemens A40
- Siemens A50
- Siemens A51
- Siemens A52: monochrome, GSM 900 / GSM 1800, không hỗ trợ: GPRS, USB, IrDA hay Bluetooth.[4]
- Siemens A53
- Siemens A55: monochrome, GSM 900 / GSM 1800, không hỗ trợ: GPRS, USB, IrDA hay Bluetooth. Phần cứng của chiếc điện thoại này tương tự C55 và có thể nâng cấp lên C55 bởi firmware flash.
- Siemens A56: monochrome, GSM 850 / GSM 1900, không hỗ trợ: GPRS, USB, IrDA hay Bluetooth. Có thể nâng cấp lên C56.
- Siemens A56i
- Siemens A57
- Siemens A60
- Siemens A62
- Siemens A65
- Siemens A70
- Siemens A75
- Siemens AF51
- Siemens AP75
- Siemens AL21
- Siemens AX72
- Siemens AX75
- Siemens C1
- Siemens C2
- Siemens C3
- Siemens C4
- Siemens C5
- Siemens C10
- Siemens C25
- Siemens C30
- Siemens C35
- Siemens C35i
- Siemens C45
- Siemens C55: monochrome, GSM 900 / GSM 1800, hỗ trợ GPRS.
- Siemens C56: monochrome, GSM 850 / GSM 1900, hỗ trợ GPRS.
- Siemens C60
- Siemens C61
- Siemens C62
- Siemens C65
- Siemens C66
- Siemens C70
- Siemens C72
- Siemens C75
- Siemens CC75
- Siemens CF62
- Siemens CF75
- Siemens CF110
- Siemens CFX65
- Siemens CL50
- Siemens CL55
- Siemens CL75
- Siemens CX65
- Siemens CX70
- Siemens CX70 Emoty
- Siemens CX75
- Siemens E10
- Siemens M30
- Siemens M35
- Siemens M35i
- Siemens M45
- Siemens M50
- Siemens M55 [5]
- Siemens M56: GSM 850/ GSM 1900. Phiên bản sau của M55, không hỗ trợ 3 băng tầng.
- Siemens M65
- Siemens M65 Rescue Edition
- Siemens M75
- Siemens MC60
- Siemens ME45
- Siemens ME75
- Siemens MT50
- Siemens P1
- Siemens S1
- Siemens S3
- Siemens S3 COM 1995
- Siemens S4
- Siemens S6
- Siemens S10
- Siemens S15
- Siemens S25
- Siemens S35i
- Siemens S40
- Siemens S42
- Siemens S45
- Siemens S45i
- Siemens S46
- Siemens S55
- Siemens S55 Formula One
- Siemens S56
- Siemens S57
- Siemens S65
- Siemens S66
- Siemens S75
- Siemens SF65
- Siemens SFG75
- Siemens SG75
- Siemens SK65
- Siemens SK65 Burlwood
- Siemens SL10
- Siemens SL42
- Siemens SL45
- Siemens SL45i
- Siemens SL55
- Siemens SL56
- Siemens SL65
- Siemens SL75
- Siemens SL65 ESCADA
- Siemens SL65 ESCADA Rock in Rio
- Siemens SP65
- Siemens ST55
- Siemens ST60
- Siemens SX1
- Siemens SX1 McLaren
- Siemens SX45
- Siemens SX56
- Siemens SX66
- Siemens SXG75
- Siemens U10
- Siemens U15
- Xelibri X1
- Xelibri X2
- Xelibri X3
- Xelibri X4
- Xelibri X5
- Xelibri X6
- Xelibri X7
- Xelibri X8

## Điện thoại di động BenQ-Siemens
- BenQ-Siemens A38
- BenQ-Siemens A58
- BenQ-Siemens AL26
- BenQ-Siemens C52
- BenQ-Siemens C81
- BenQ-Siemens CF61
- BenQ-Siemens CL61
- BenQ-Siemens CL71
- BenQ-Siemens E52
- BenQ-Siemens E61
- BenQ-Siemens E71
- BenQ-Siemens EL71
- BenQ-Siemens EF71
- BenQ-Siemens EF51
- BenQ-Siemens E81
- BenQ-Siemens EF81
- BenQ-Siemens EF82
- BenQ-Siemens EF91
- BenQ-Siemens M81
- BenQ-Siemens P51
- BenQ-Siemens S68
- BenQ-Siemens S81
- BenQ-Siemens S88
- BenQ-Siemens SF72
- BenQ-Siemens SL80
- BenQ-Siemens SL91
- BenQ-Siemens SL98